# The Gambler Wore a Gun
The Gambler Wore a Gun è un film del 1961 diretto da Edward L. Cahn.
È un western statunitense con Jim Davis, Merry Anders e Mark Allen. È un remake di Una pistola che canta del 1954.

## Produzione
Il film, diretto da Edward L. Cahn su una sceneggiatura di Orville H. Hampton e un soggetto di L.L. Foreman, fu prodotto da Robert E. Kent. tramite la Robert E. Kent Productions (accreditata come Zenith Pictures) e girato nel ranch di Corriganville a Simi Valley e nell'Iverson Ranch a Chatsworth, California.

## Distribuzione
Il film fu distribuito negli Stati Uniti dal 5 maggio 1961 al cinema dalla United Artists.
Altre distribuzioni:
- in Brasile il 6 luglio 1961 (Cartas na Mesa)
- in Grecia (O hartopaiktis me to pistoli)
- in Germania Ovest (Ein Mann gegen alle)

## Promozione
Le tagline sono:
- IT WAS THE TIME OF A YOUNG AND VIOLENT FRONTIER...THE TIME FOR MEN TO STAND AND FIGHT!
- IT WAS THE TIME FOR MEN TO STAND AND FIGHT!